# Wołów
Wołów é um município da Polônia, na voivodia da Baixa Silésia e no condado de Wołów. Estende-se por uma área de 18,54 km², com 12 425 habitantes, segundo os censos de 2018, com uma densidade de 673,2 hab/km².